# Парламент Чехии
Парламент Чешской Республики (чеш. Parlament České republiky) — высший законодательный орган Чехии, состоящий из Палаты депутатов Чешской Республики (чеш. Poslanecká sněmovna Parlamentu České republiky) и Сената Парламента Чешской Республики (чеш. Senát Parlamentu České republiky).

## История
В прошлом, юрисдикцию на территории современной Чехии имели различные типы парламентов, такие как: ландтаги королевства Богемия, маркграфства Моравии и герцогства Силезия, австрийский  Рейхсрат и различные формации Национального собрания Чехословакии. С января 1969 года, когда произошла федерализация ЧССР и образовалась Чешская Социалистическая Республика, Чехия впервые получила свой единый парламент. В то же время, она имела свое пропорциональное представительство в Палате наций Федерального собрания.
Парламент Чешской Республики был образован на основании переходного положения пункта 1, статьи 106 Конституции Чешской Республики, 1 января 1993 года. Чешский национальный совет был преобразован в Палату депутатов на период проведения первых выборов.
Пункт 2, статьи 106 Конституции предусматривал, что до избрания Сената в соответствии с конституцией, функции Сената осуществляет Временный Сенат, который создается в порядке, предусмотренном конституционным законом, а до вступления в силу такого закона функции Сената выполняет Палата депутатов. Однако, Временный Сенат так и не был создан и поэтому Палата депутатов выполняла функции Сената до выборов в 1996 году. На первых выборах в Сенат были избраны сразу все сенаторы, но только треть из них была избрана на полный шестилетний срок, у остальных двух третей срок полномочий был сокращен на треть или две трети.

## Палата депутатов
Палата депутатов Чешской Республики — нижняя палата парламента Чехии, состоящая из 200 депутатов. Она избирается сроком на 4 года.
Палата может поставить вопрос о недоверии правительству по требованию 50 депутатов. Президент может при определенных обстоятельствах распустить палату.

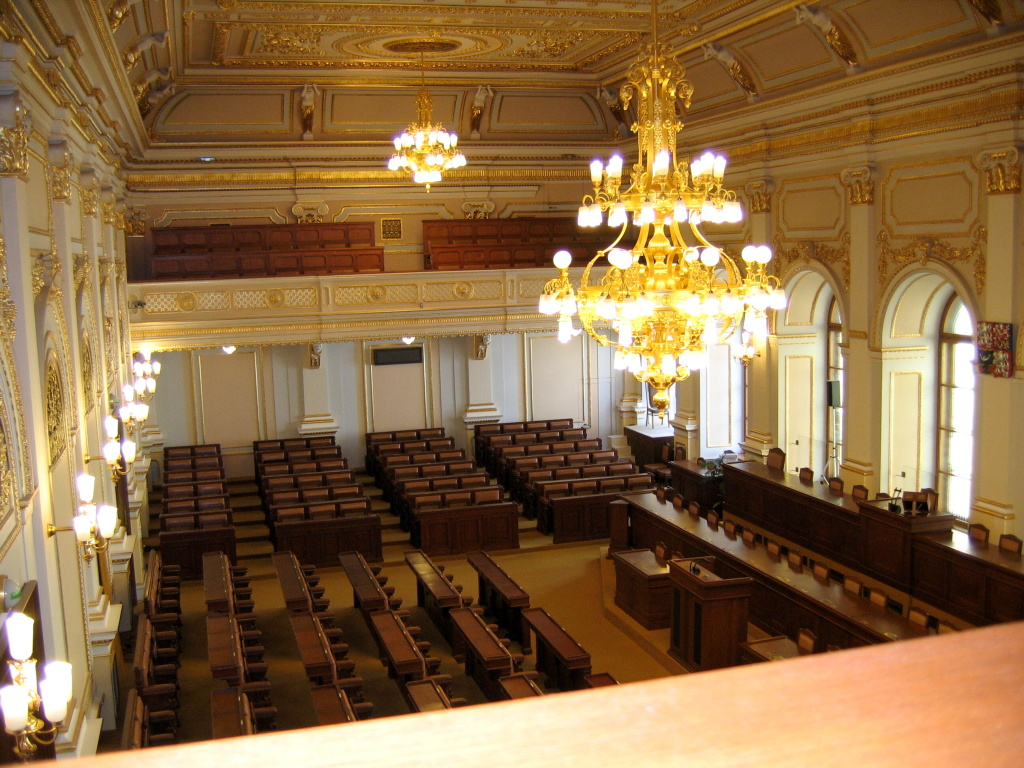
Зал заседаний Палаты депутатов.

## Сенат
Сенат — верхняя палата парламента Чехии, состоящая из 81 сенатора. Сенат избирается сроком на 6 лет, причём треть состава обновляется каждые два года. В условиях роспуска нижней палаты парламента Сенат не вправе принимать меры или решения по конституционным вопросам, по вопросам государственного бюджета, исполнения государственного бюджета, избирательного права и международных договоров. Сенат распустить нельзя.